# 内陆帝国—橙县线
内陆帝国－橙县线（英語：Inland Empire-Orange County Line）是美國南加州都会铁道运营的一条线路，来往于圣贝纳迪诺的Santa Fe Depot站和欧申赛德的欧申赛德站之间，